# Baranyaszentgyörgy
Baranyaszentgyörgy ist eine ungarische Gemeinde mit gut 150 Einwohnern (Stand 2015) im Kreis Hegyhát im Komitat Baranya.

## Geografische Lage
Baranyaszentgyörgy liegt gut zehn Kilometer westlich der Stadt Sásd. Nachbargemeinden sind Baranyajenő und Tormás.

## Sehenswürdigkeiten
- Römisch-katholische Kirche Szent György, erbaut im 18. Jahrhundert (Barock)
- Statue von Antal Uhl (Uhl Antal mellszobra), erschaffen von Ferenc Sütő

## Verkehr
Baranyaszentgyörgy ist nur über die Nebenstraße Nr. 66101 zu erreichen, die Hauptstraße Nr. 66 verläuft drei Kilometer nördlich des Ortes. Es bestehen Busverbindungen über Baranyajenő nach Sásd, über Tormás nach Szágy sowie nach Gödre. Der nächstgelegene Bahnhof befindet sich in Sásd.